# Achille Rousseaux
El asistente Achille Justin Ernest Rousseaux fue un as de la aviación francés en la Primera Guerra Mundial, con seis victorias aéreas acreditadas.